# Hemichromis fasciatus
Hemichromis fasciatus és una espècie de peix de la família dels cíclids i de l'ordre dels perciformes.

## Morfologia
Els mascles poden assolir els 20,4 cm de longitud total.

## Distribució geogràfica
Es troba a l'Àfrica Occidental, a la conca del riu Nil, des del llac Txad fins al riu Ituri (conca del riu Congo) i al curs superior del riu Zambesi. Fou introduït l'any 1970 a Villach (Àustria).